# Malpígie lysá
Malpígie lysá (Malpighia glabra), zvaná také acerola lysá nebo barbadoská třešeň, je druh tropické nebo subtropické, stromovité nebo keřovité rostliny pěstované pro své plody bohaté na vitamín C.

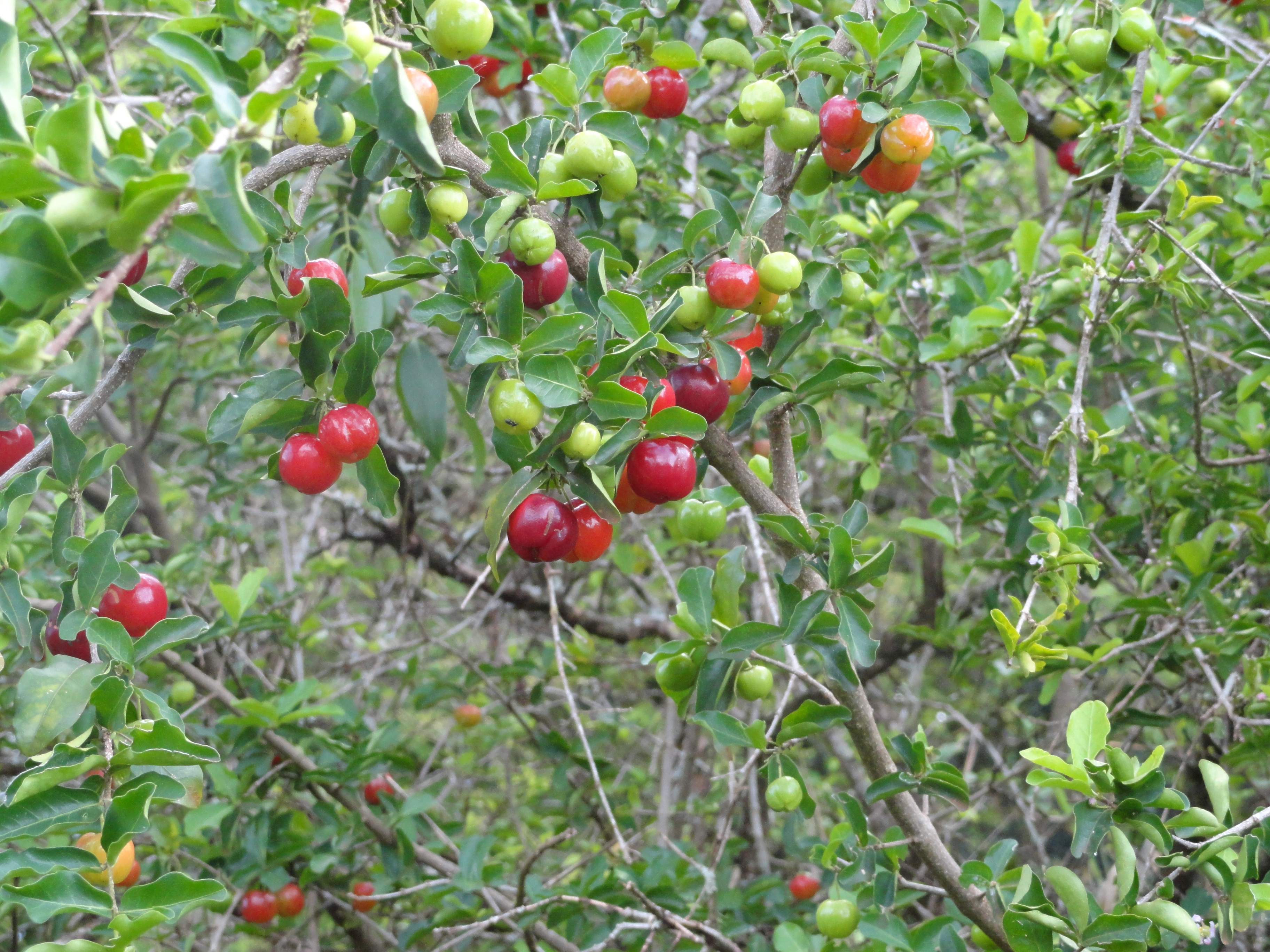
Malpígie lysá s plody

## Rozšíření
Oblast původu této rostliny se nachází od severu Střední Ameriky po střed Jižní Ameriky a na Antilách v Karibiku. Malpígie lysá byla vysazována postupně i do jiných teplých oblastí jihovýchodní Asie, do Afriky, Austrálie i na Havaj.
Rostliny nejlépe rostou a plodí na hluboké, výživné vápnité půdě s pH nad 5,5. Nesnáší trvalý chlad; starší rostliny bez úhony přežijí krátkodobý pokles teploty do -2 °C, mladé jsou choulostivější. Nemají rády přemokření, snášejí lépe období sucha, dlouhá doba bez srážek ale oddaluje dobu kvetení. Ve vlhké kyselé půdě jsou jejich kořeny napadány hlísticemi Meloidogyne incognita.

## Popis
Malpígie lysá bývá stálezelený hustý keř dosahující výšky až 6 m nebo malý strom zhruba stejné výše s krátkým kmenem o průměru do 10 cm a s jemně žlutavě chlupatými větvemi vztyčenými nebo svěšenými. Vstřícně vyrůstající listy s řapíky 1 až 3 mm dlouhými mívají opadavé tenké palisty dlouhé 1 až 2 mm. Listová čepel, dlouhá 6 až 10 cm a široká 3 až 5 cm, bývá vejčitě eliptická až podlouhle kopinatá, bází mívá špičatou nebo klínovitou a vrchol rovněž špičatý nebo tupý. Bývají papírovité nebo skoro kožovité, po obvodě mírně podvinuté, v mládí porostlé světlými dráždivými chloupky, později jsou lysé, lesklé a tmavě zelené.
Světle růžové až červené květy vyrůstají po dvou až pěti v paždí listů ve svazečcích. Pětičetné oboupohlavné květy jsou přisedlé nebo mají stopky 6 až 15 mm, jejich vejčitě kopinaté listeny bývají dlouhé 1,5 až 2,5 mm a kopinaté listence do 1 mm.
Vytrvalý kalich má kališní plátky podlouhlé nebo eliptické a mívá 6 až 10 přisedlých žlázek. Korunní plátky jsou oválné až okrouhlé, lžičkovitého tvaru, po obvodě mírně zoubkované. Deset nestejně dlouhých tyčinek s nitkami vespod spojenými nese srdčitě vejčité prašníky. Semeníky jsou třílaločné lysé, čnělky mají jen drobné blizny.
Stromy rozkvétají v závislosti na terénních a klimatických podmínkách (sucho-vláha) i v různých obdobích. Květy jsou opylovány převážně včelami, vítr se na opylení podílí minimálně. Rostlina nakvétá postupně, stejně tak dozrává ovoce, přibližně za 3 až 4 týdny po odkvětu. Plody jsou to zploštělé kulovité peckovice se třemi zřetelnými žebry, jsou 1,5 až 3 cm velké a váží 3 až 5 (extrém 20) gramů. Ve zralosti je lesklá tenká slupka zářivě šarlatově červená, šťavnatá kyselá dužina obsahuje tři semena. Každé semeno je trojúhelníkovitého tvaru, má 2 větší a jedno menší vroubkované křídlo.

## Rozmnožování
Ve volné přírodě se malpígie lysá rozmnožuje semeny která rozšiřují převážně ptáci svým trusem, klíčivost semen není veliká, jen 5 až 50 %. Pro umělé vysazování se mladé rostliny množí řízkováním nebo se semenáčky roubují, množící materiál se používá z osvědčených stromů. Takto získané rostliny se přesazují na plantáže do sponu cca 3 × 4 m. Prvně plodí za 3 až 4 roky po výsadbě, dobrá plodnost jim vydrží asi 15 let.

## Význam
Hlavní přínos malpígie lysé, zjištěný v roce 1945, spočívá ve velkém obsahu kyseliny askorbové v plodech. Rostliny se vyskytují rozptýleně na velkém území a místní obyvatele jsou zvyklí pojídat toto kyselé ovoce hlavně při nachlazení, kašli, při průjmech, úplavici a onemocnění jater. Vyšlechtěné klony rostliny (ve stromové formě) se brzy začaly vysazovat na plantážích v tropech a subtropech téměř celého světa.
Ne všude je vyhovující půda a klimatické podmínky; v období sucha je pro úspěšné ujmutí mladých rostlinek a pro kvalitní úrodu plodících rostlin nutné je dostatečně zavlažovat a dvakrát ročně pravidelně přihnojovat. K docílení kvalitního ovoce se musí dospělé stromy prořezávat a pro opylení tak velké koncentrace květů je zapotřebí chovat včely poblíž plantáže. Je velká variabilita produktivity, v některých oblastech mohou jednotlivé stromy na plantážích přinést až 30 kg ovoce (Portoriko). Z jednoho hektaru se sklidí průměrně 25 tun ovoce, ze kterého se získá asi 2,5 tuny šťávy a z ní asi 500 kg askorbové kyseliny (dehydroaskorbové). Nejvíce vitamínu C obsahují ještě nezralé zelené plody. S rozvojem chemické výroby došlo ale postupně ke zlevnění syntetické kyseliny askorbové, která má stejné metabolické účinky jako kyselina z plodů malpígie lysé, takže její pěstování na plantážích počalo být mnohde ztrátové.
Zralé ovoce velmi rychle podléhá zkáze a nelze ho běžně uchovat déle než tři dny. Proto se plody často trhají polozralé (přechod ze žluté na červenou barvu), které lze uchovávat déle. Pro delší dobu skladování je nutno plody zmrazit. Pro domácí používání (do nápojů, sladkých dezertů, polev na dorty, do pudinků a zmrzlin, na ovocné saláty a poháry, na výrobu želé a džemů) se trhají plody plně dozrálé, nejchutnější. Ze šťávy se vyrábí také víno, které si při kvašení uchovává až 60 % původního vitamínu C.
Dřevo z malpígie lysé je překvapivě tvrdé a těžké, dokud není úplně suché, nehoří. Kůra kmene obsahuje až 25 % taninu a bývá někdy využívána k činění kůží.

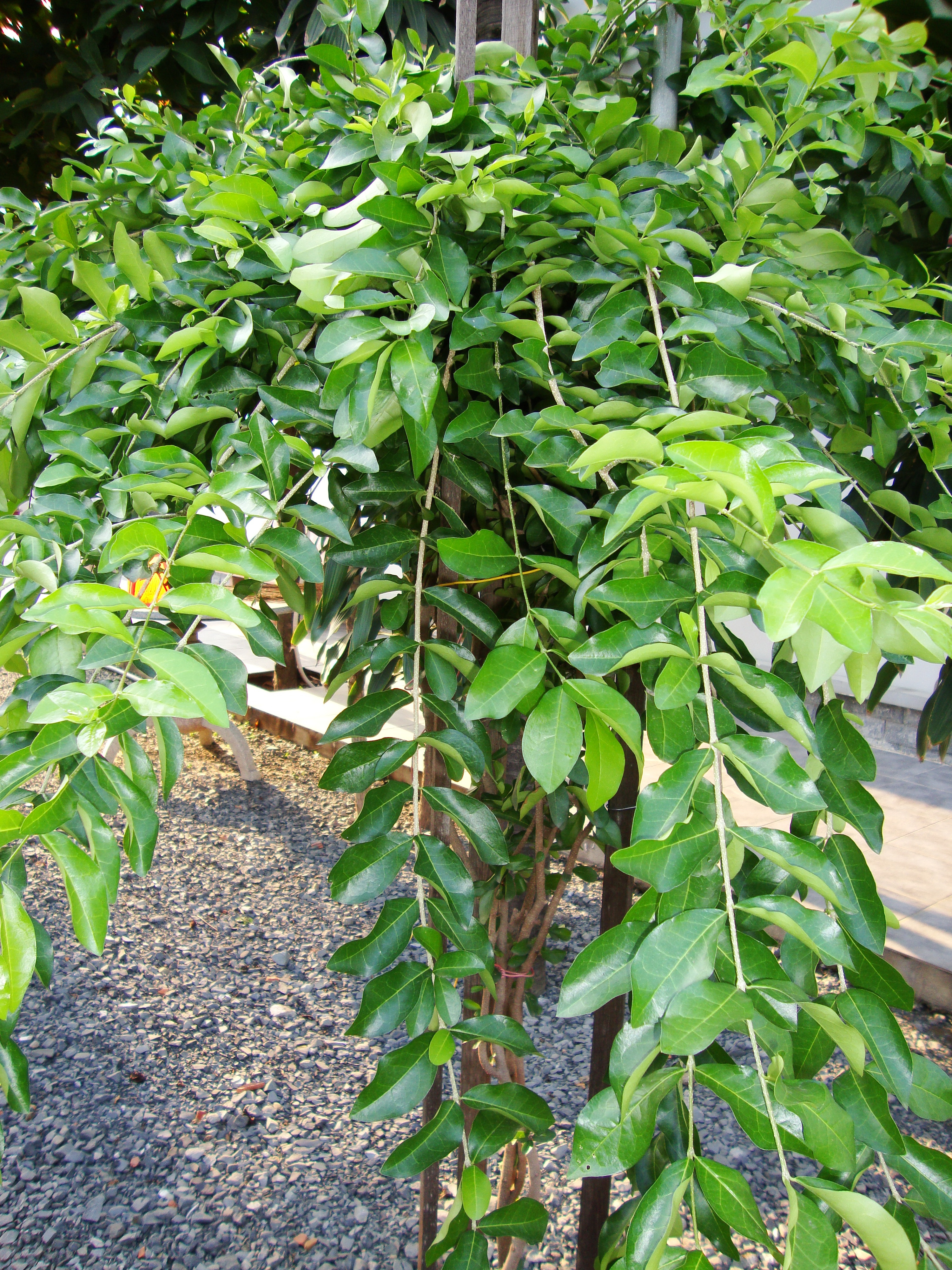
Listy
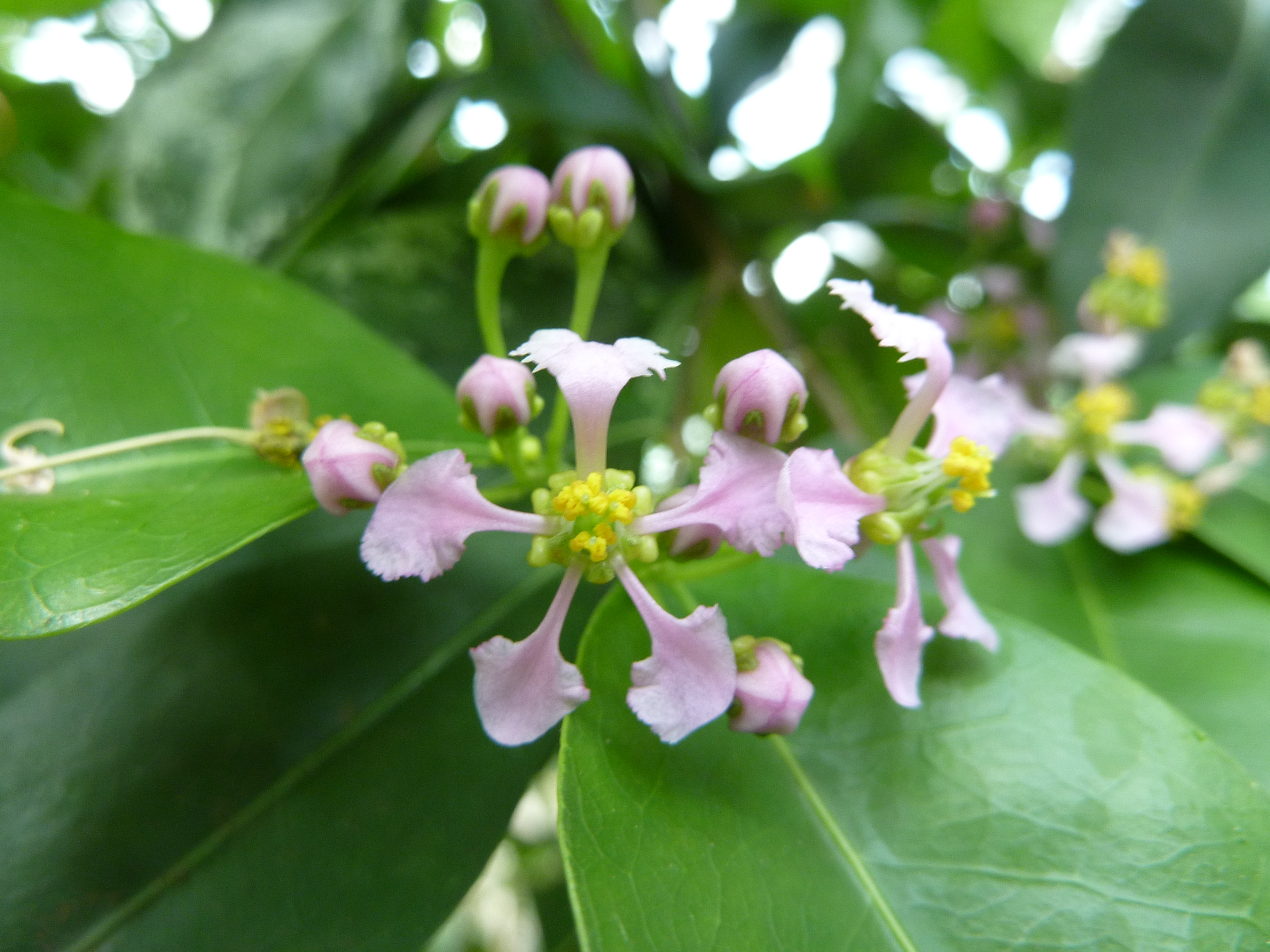
Květ
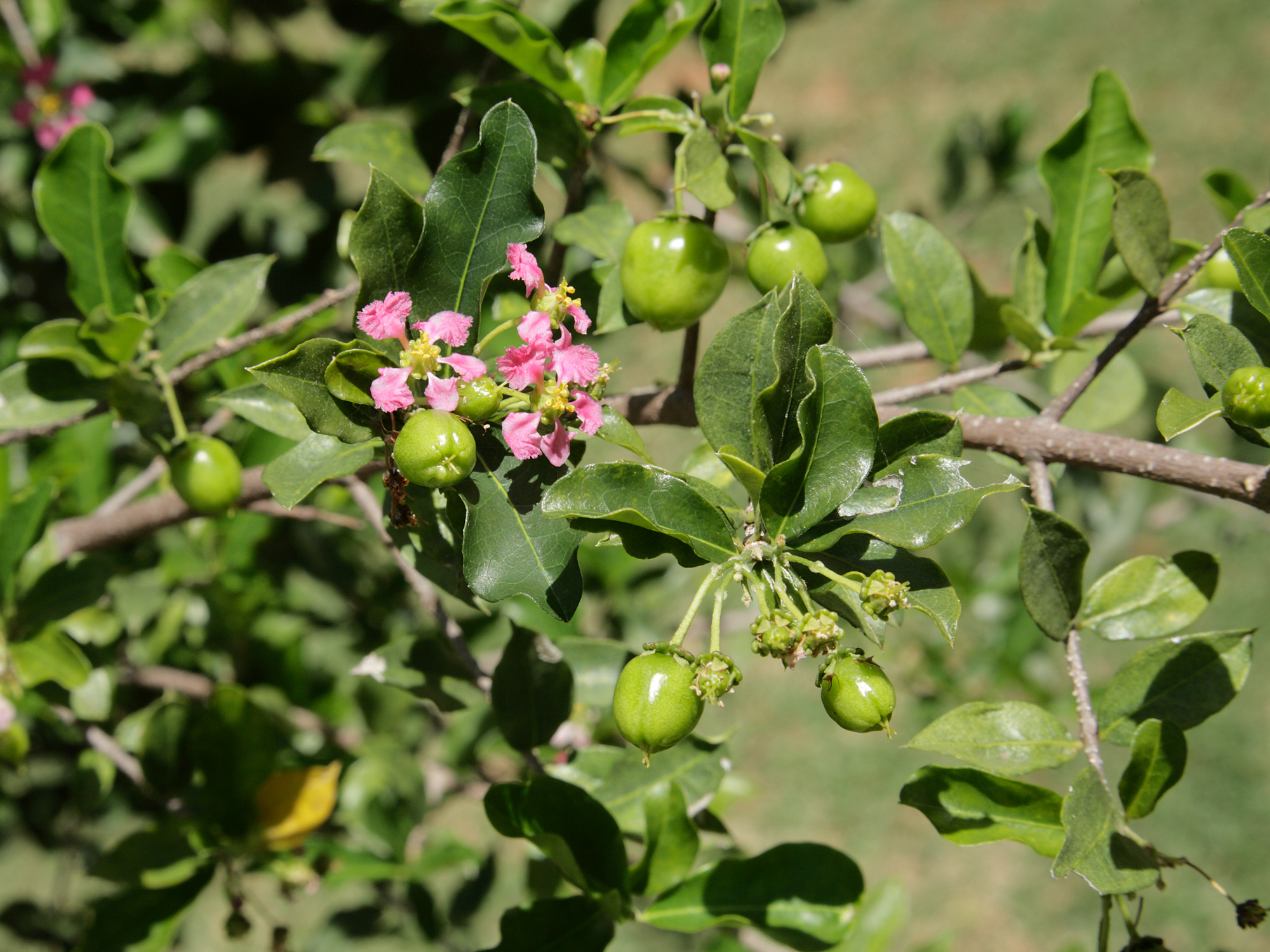
Květy a současně plody
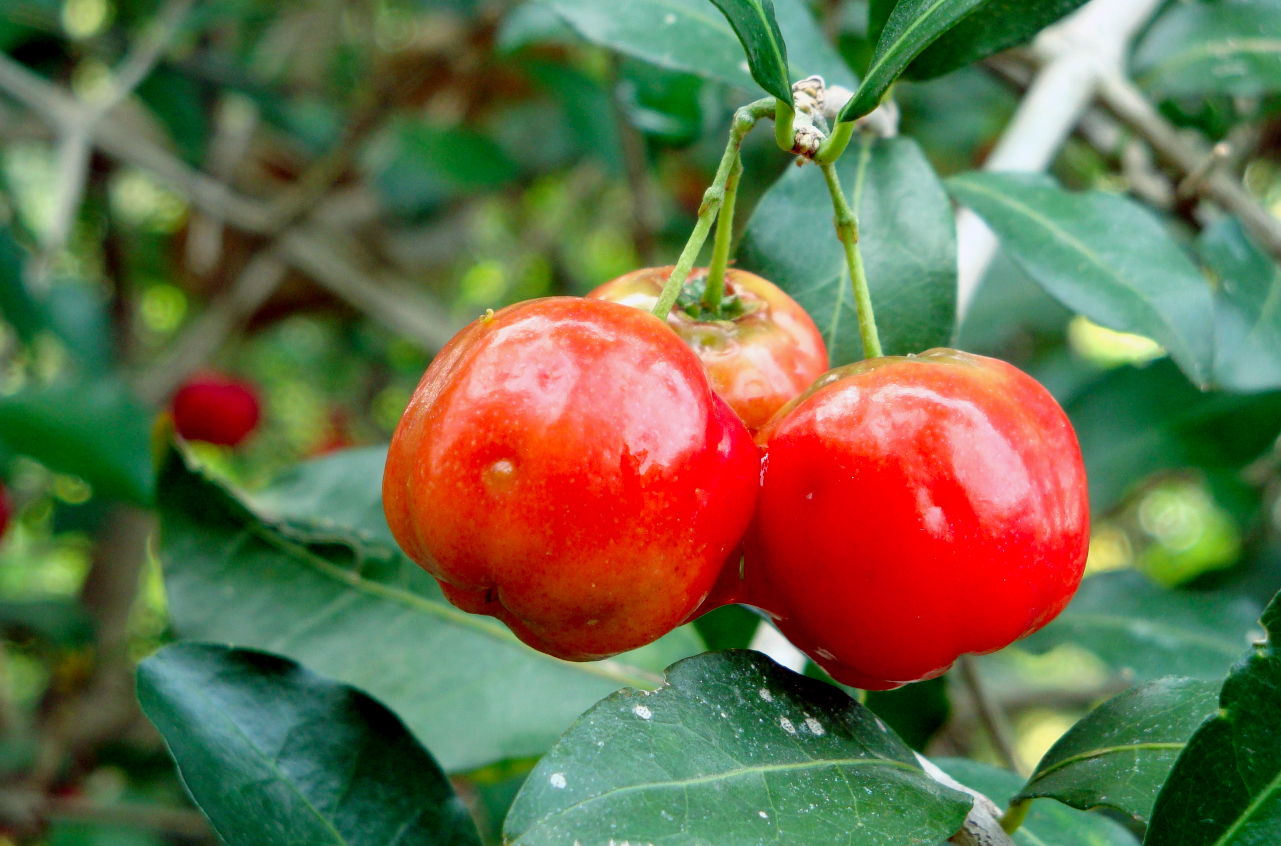
Zralé plody
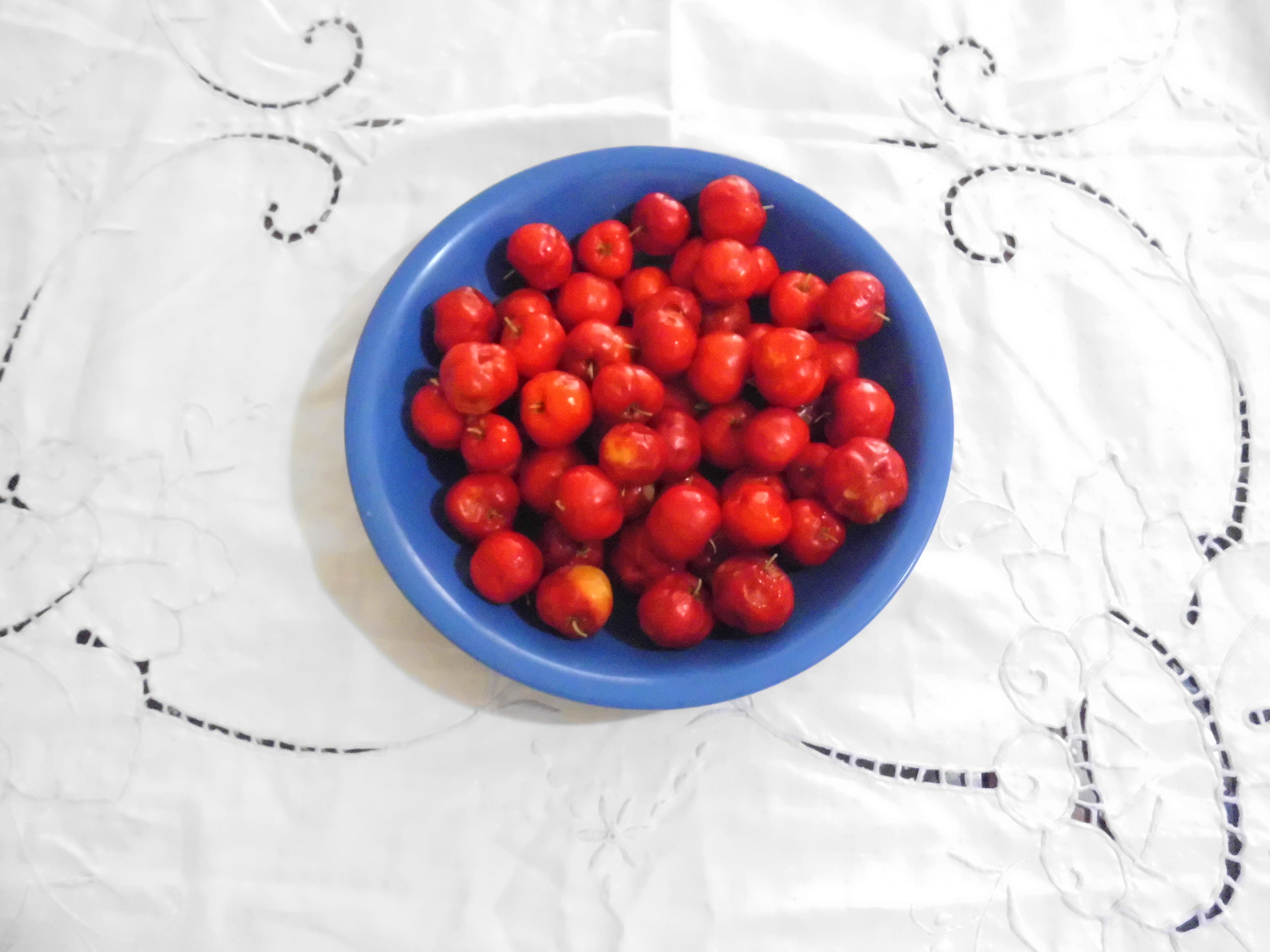